# Орлов, Николай Николаевич
Николай Николаевич Орлов (31 октября 1898, Орёл, Орловская губерния, Российская империя — 8 марта 1965, Караганда, Казахская ССР, СССР) — советский и казахский библиограф, библиотечный деятель и библиофил.

## Биография
Родился 31 октября 1898 года в Орле в семье служащего. Учился в 1-м Московском реальном училище, который он окончил в 1918 году и с 1918 по 1933 год работал в Москве в библиотеках, книжных учреждениях и организациях. В конце 1920-х - по 1933 год был директором научно-технической библиотеки МВТУ имени Баумана. В конце 1933 года был репрессирован и был сослан на пятилетнюю ссылку в Караганду, после отбытия наказания ему было запрещено возвращаться в Москву и поэтому дальнейшая трудовая деятельность была связана именно с Карагандой. С 1937 по 1953 год работал учёным секретарём сельскохозяйственной опытной станции. В 1953 году после смерти И. В. Сталина вновь вернулся к библиотековедению — до 1963 года работал старшим библиографом Карагандинской научно-технической библиотеки, после чего ушёл на пенсию. В качестве библиофила у себя дома собрал личную научно-книговедческую библиотеку (8.000 книг и брошюр).
Скончался 8 марта 1965 года в Караганде.

## Научные работы
Основные научные работы посвящены библиографии, библиофилии и книговедению. Автор свыше 170 научных работ.